# Parc de Can Sabaté
Parc de Can Sabaté är en park i Barcelona i Spanien. Den ligger i provinsen Província de Barcelona och regionen Katalonien, i den östra delen av landet, 500 km öster om huvudstaden Madrid.